# Battaglia del Guado di Giacobbe
La battaglia del Guado di Giacobbe fu uno scontro armato avvenuto nell'agosto del 1179 fra un esercito crociato del regno di Gerusalemme e le forze musulmane guidate da Saladino, che risultarono vittoriose. L'episodio s'inserisce nel più ampio scenario delle guerre fra Ayyubidi e Crociati, che durarono circa un ventennio (dal 1169 al 1191).

## Contesto storico
Fondato nel 1099 dopo la conquista della Città Santa al termine della Prima Crociata, il regno di Gerusalemme visse un settantennio di conflittualità quasi ininterrotta con le forze musulmane che tentavano di riappropriarsi della città e dei territori occupati dai cristiani. Negli anni settanta del XII secolo protagonisti del conflitto erano il giovane re Baldovino IV, detto il re lebbroso, e Saladino, imam/califfo d'Egitto e sultano di Siria. Nel novembre del 1177 i due si erano già scontrati a Montgisard e i crociati ne erano usciti nettamente vittoriosi, accordando al regno oltre un anno di pace.

## Antefatto

### La contesa per il controllo del Guado
Il 'Guado di Giacobbe' – in arabo مخاضة يعقوب‎?, Makhāḍa Yaʿqūb, chiamato oggi in ebraico Bnot Ya'akov o Ateret – è situato a circa 160 chilometri a nord di Gerusalemme. Nel XII secolo era un punto chiave per l'attraversamento del fiume Giordano, posto lungo una delle principali vie di comunicazione fra Gerusalemme e Damasco. Data la posizione strategica, era un luogo da tempo conteso tra cristiani e musulmani, al punto che dopo la vittoria di Montgisard il re Baldovino IV aveva deciso di costruirvi una fortezza, in modo da assicurarsene il controllo.

### Il castello di Chastellet
Fra l'ottobre del 1178 e l'aprile del 1179 fu avviata la costruzione di una nuova fortezza chiamata Chastelet o Chastellet, a due giornate da Damasco (controllata da Saladino), la cui difesa venne affidata ai Cavalieri templari. A lavori ancora in corso, Saladino – preoccupato dal rafforzamento delle posizioni nemiche sul Guado – decise di intervenire. Non disponendo al momento di forze sufficienti, visto che parte del suo esercito era impegnato a sedare ribellioni nel nord della Siria, il sultano ricorse alla corruzione, ma Baldovino rifiutò l'offerta.

### La disfatta di Marjayoun
Nel maggio del 1179, reclutato un esercito di grandi dimensioni, Saladino marciò verso il Guado di Giacobbe con l'intenzione di 
porre d'assedio la fortezza prima che potessero giungere rinforzi da Gerusalemme o dalle aree circostanti. Baldovino si trovava nel 
frattempo a Tiberiade, nel principato di Galilea, a circa mezza giornata di marcia dal Guado, una distanza che il re reputava sufficiente a permettere un rapido intervento in caso di necessità, anche se questa speranza si rivelerà fallace. Anche se incompleta, la nuova fortezza appariva al sovrano adatta a resistere alle prime fasi di un eventuale assedio. Al suo interno era stata posta una guarnigione di ottanta cavalieri templari, con ausiliari, armi e viveri.

Il primo attacco al castello non diede i risultati sperati: Saladino preferì attendere un momento migliore e si ritirò con i suoi 
uomini a Panea, da dove continuò a lanciare razzie contro Beirut e Sidone allo scopo di fiaccare le 
capacità di rifornimento della zona e provocare lo scontro aperto con Baldovino. Il re, irritato da queste 
incursioni nei suoi territori, marciò su Panea insieme a Raimondo di Tripoli e al maestro dei Templari Oddone di Saint-Amand, ma la successiva battaglia di Marjayoun, avvenuta il 10 giugno, fu gestita male dai cristiani. Lo scontro si risolse in una serie di combattimenti isolati che videro la schiacciante vittoria dei musulmani, con perdite pesantissime per l'esercito di Baldovino. Caddero prigionieri di Saladino anche Saint-Amand, Ugo di Tiberiade e Baldovino di Ramla. Guglielmo di Tiro attribuisce le cause della sconfitta proprio a Saint-Amand, che finì ucciso durante la prigionia, anche se la cosa sembra improbabile, vista la possibilità di incassare un grosso riscatto dall'Ordine, notoriamente assai ricco. A questo punto Saladino avrebbe potuto marciare direttamente su Gerusalemme, ma preferì risolvere prima il problema del Guado di Giacobbe e della fortezza templare di Chastellet.

## La battaglia

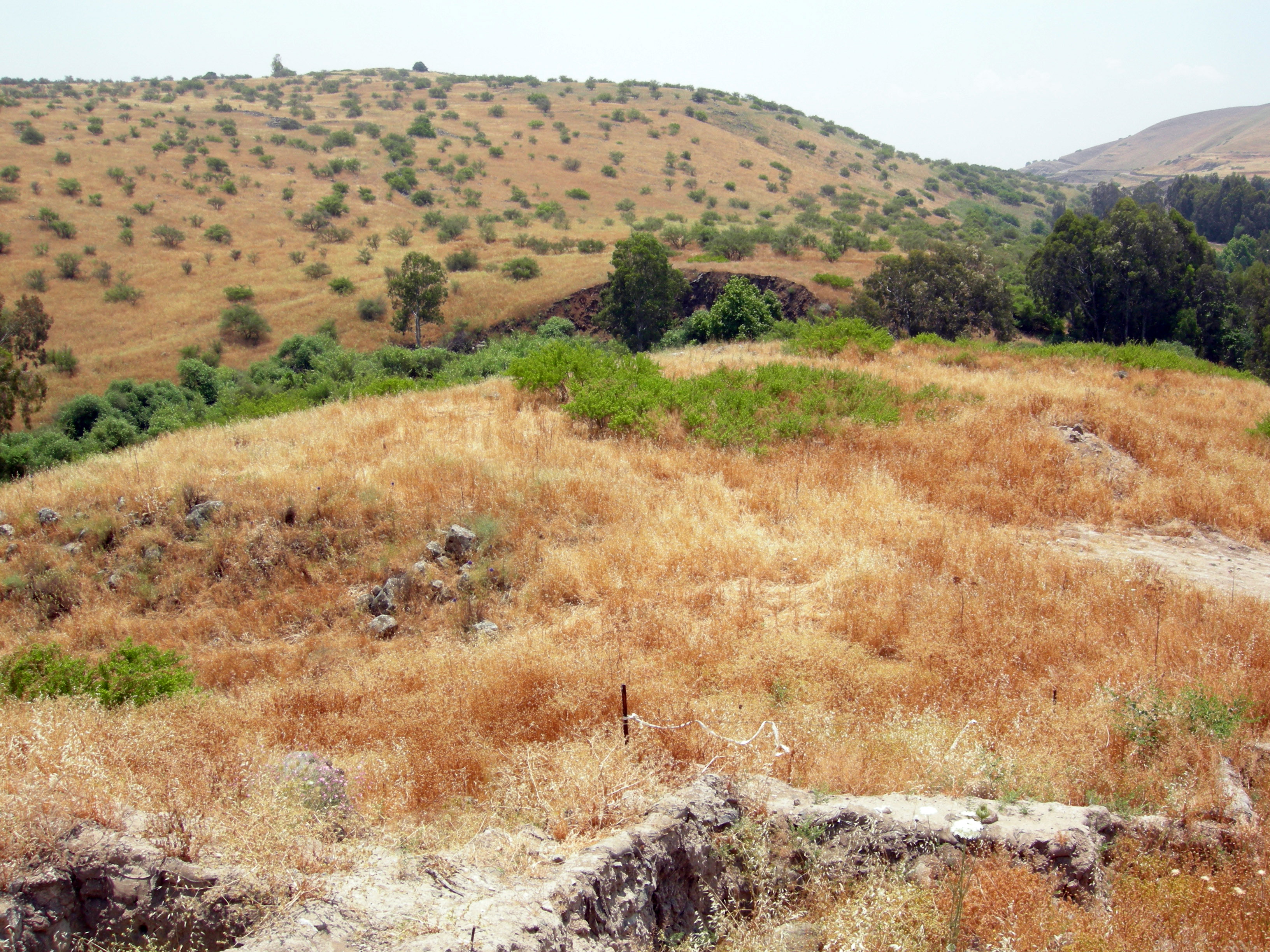
Il sito della battaglia visto dall'ingresso principale del castello di Chastellet

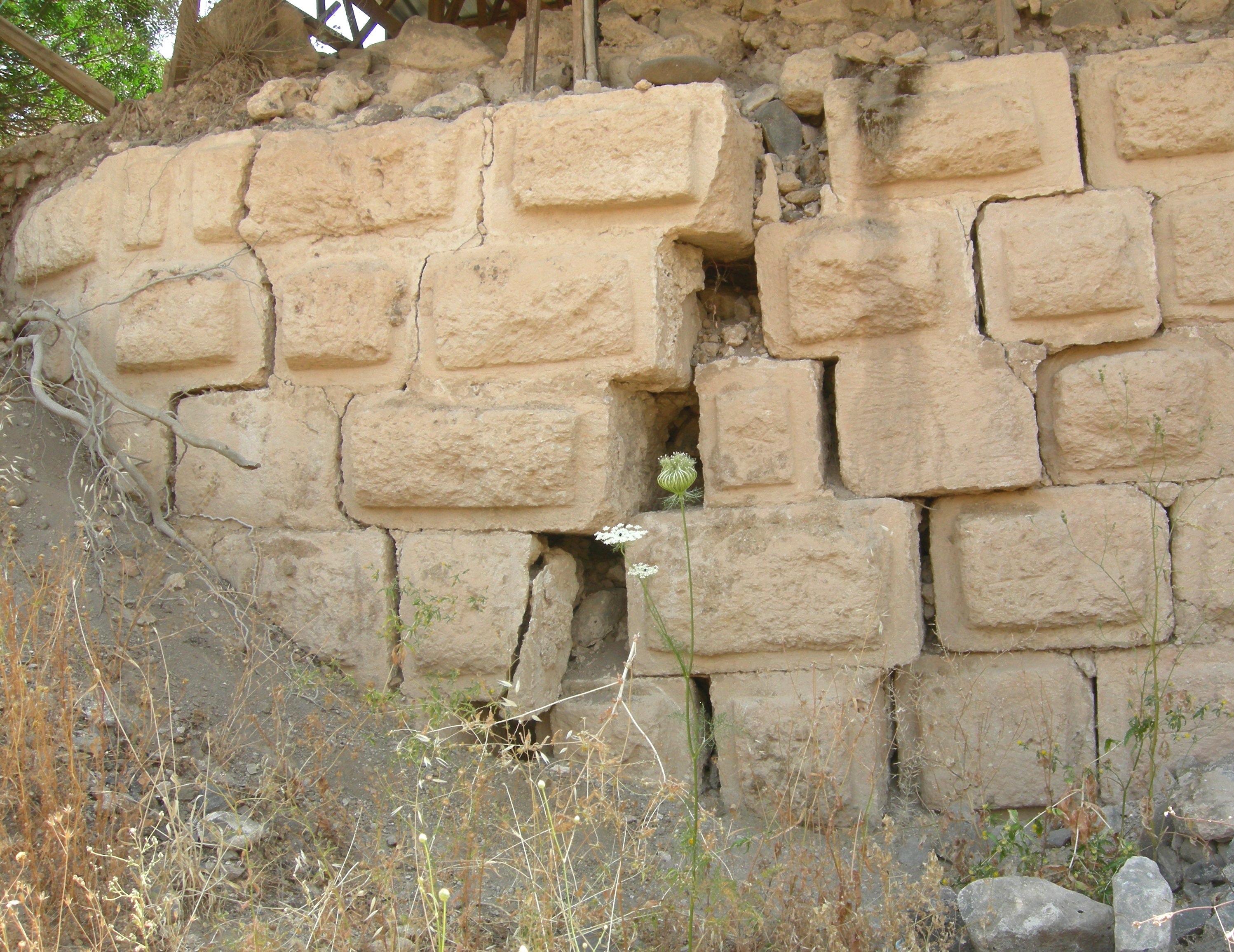
L'angolo nord-orientale delle fondazioni con i segni del crollo, susseguente all'incendio appiccato sotto il manufatto dai genieri del signore ayyubide

Il 23 agosto 1179 Saladino giunse al Guado di Giacobbe e diede inizio all'assedio. Mentre i mangani e le piogge di frecce bersagliavano il castello e tenevano distratti gli avversari, il sultano fece scavare una galleria sotto le mura per fare breccia nelle fortificazioni. Il sesto giorno di combattimenti, mentre i difensori rinforzavano le porte del castello, i musulmani appiccarono un incendio all'interno del tunnel che fece collassare le mura soprastanti, permettendo loro di espugnare la fortezza. La maggior parte degli occupanti fu sterminata, mentre i sopravvissuti furono fatti prigionieri ma finirono trucidati prima ancora di raggiungere Damasco. Saputo dell'attacco, Baldovino e le sue truppe partirono da Tiberiade, ma giunsero troppo tardi e fecero ritorno alla base. Saladino fece radere al suolo la fortezza, rimuovendo così il principale ostacolo fra Damasco e Gerusalemme.

## Conseguenze
La caduta del Guado di Giacobbe in mano musulmana rappresentò una grave perdita per i cristiani, che rimanevano esposti ad attacchi sul fronte nord-orientale. Il re e Saladino giunsero ad una nuova tregua nel 1180 ma la sconfitta ebbe per il regno crociato pesanti conseguenze sia sul piano simbolico che su quello pratico: insieme alla disfatta di Panea cancellava la vittoria "leggendaria" di Montgisard e regalava al nemico un punto di accesso strategico al regno, il che rendeva Gerusalemme estremamente vulnerabile. Segnò inoltre l'inizio di una serie ininterrotta di sconfitte che causeranno la perdita della Città Santa.
Baldovino IV morì nel 1185 a soli ventiquattro anni e gli errori dei suoi successori – la sorella Sibilla e il cognato Guido – portarono alla sconfitta di Hattin e alla 
caduta di Gerusalemme nel 1187. Saladino restò padrone dell'area fino al 1193, anno della sua morte, mentre quel che restava del regno crociato fu ricostituito attorno alla nuova capitale di San Giovanni d'Acri.

### Fonti primarie
- (FR)  Historia rerum in partibus transmarinis gestarum: traduzione in francese antico e continuazione

### Letteratura storiografica
- Georges Bordonove, Le Crociate e il regno di Gerusalemme, Milano, Bompiani, 2001, ISBN 88-452-9129-4.
- (EN) Alan V. Murray, Jacob's Ford, in The Crusades: an Encyclopedia, Oxford, ABC-CLIO Ltd, 2006.
- (EN) Antony Bridge, The Crusades, Londra, Franklin Watts, 1982.